# D'Qwell Jackson
(en) Statistiques sur pro-football-reference
D'Qwell Jackson, né le 26 septembre 1983 à Largo en Floride, est un ancien joueur américain de football américain évoluant au poste de linebacker. Il joua pour les Browns de Cleveland et les Colts d'Indianapolis au cours de sa carrière.

## Biographie

### Carrière universitaire
Étudiant à l'université du Maryland, il joua pour les Terrapins du Maryland de 2003 à 2005.

### Carrière professionnelle

#### Browns de Cleveland
Il est drafté en 2006 à la 34e place (deuxième tour) par les Browns de Cleveland.

#### Colts d'Indianapolis
Le 6 mars 2014, il signe un contrat avec les Colts d'Indianapolis.
Le 9 février 2017, il est libéré par les Colts.